# Альхассан, Джордж
Джордж Альхассан (англ. George Alhassan; род. 11 ноября 1955, Кумаси) более известный как Жаир — ганский футболист, полузащитник. Известен прежде всего как победитель в составе сборной Ганы на Кубке африканских наций 1982. За свою карьеру играл в Гане, Габоне и Южной Корее.

## Клубная карьера
На клубном уровне Альхассан играл за «Хартс оф Оук» в национальной футбольной лиге. Позже он играл в ОАЭ, а затем в «Аль-Ахли» в Египте, но из-за травм в течение короткого периода.

## Международная карьера
Альхассан сыграл несколько матчей за национальную сборную Ганы, в том числе в отборочных матчах на нескольких чемпионатах мира. В 1978 году он играл за сборную Ганы, которая выиграла домашний Кубок африканских наций. Четыре года спустя он помог сборной Гане вернуть себе титул победителей Кубка африканских наций, став лучшим бомбардиром турнира с четырьмя забитыми мячами, в том числе два в ворота сборной Алжира в полуфинале и один в финале против хозяев турнира — сборной Ливии.

## Достижения
105 Либревиль
- Чемпион Габона (1): 1983

 Сборная Ганы
- Победитель Кубка африканских наций (2): 1978, 1982

## Личная жизнь
Джордж является отцом Калифа Альхассана, также футболиста.